# 巴西副青眼魚
巴西副青眼魚為輻鰭魚綱仙女魚目青眼魚亞目青眼魚科的一種，分布於西大西洋加拿大、美國新英格蘭至巴西北部海域，屬深海底棲性魚類，深度可達480公尺，體長可達25公分，棲息在底層水域，生活習性不明。

## 擴展閱讀
維基物種上的相關：巴西副青眼魚